# Lomba (Cabo Verde)
Lomba es una localidad caboverdiana del municipio de São Filipe.

## Geografía
La localidad está situada en la isla Fogo.

## Organización territorial
La localidad abarca los lugares y barrios de:
- Aleixo Gomes
- Italiano
- João Garrido
- Jorge Dias
- Lomba
- Mira Mira
- Monte Diogo
- Rufina